# Figure of Eight
«Figure of Eight» es una canción compuesta por el músico británico Paul McCartney y publicada en el álbum de estudio de 1989 Flowers in the Dirt. La canción fue publicada como tercer sencillo promocional del álbum y alcanzó el puesto 42 en la lista británica UK Singles Chart. El sencillo fue publicado en varios formatos: vinilo de 7", maxisencillo, casete y CD. 

## Lista de canciones
| Vinilo de 7" 1. «Figure of Eight» 2. «Ou Est le Soleil?» Vinilo de 12" 1. «Figure of Eight» 2. «This One» (Club Lovejoys mix) Vinilo de 12" 1. «Figure of Eight» 2. «Ou Est le Soleil?» (remix by Shep Pettibone) 3. «Ou Est le Soleil?» (Tub Dub mix) (remix by Shep Pettibone) | CD 1 1. «Figure of Eight» 2. «The Long and Winding Road» 3. «Loveliest Thing» CD 2 1. «Figure of Eight» 2. «Rough Ride» 3. «Ou Est le Soleil?» (7" mix) |